# طوطی‌کاکلی گل‌بهی
طوطی‌کاکلی گل‌بهی(نام علمی: Cacatua moluccensis) نام یک گونه از سرده طوطی‌کاکلی‌های سفید است.